# Hadena ruetimeyeri
Hadena ruetimeyeri là một loài bướm đêm trong họ Noctuidae.